# Bourg-la-Reine
Bourg-la-Reine je obec v severní Francii v regionu Île-de-France v departementu Hauts-de-Seine. Žije zde přibližně 21 tisíc obyvatel. Leží přesně 9,1 kilometru od centra Paříže. V překladu do češtiny lze název obce přeložit jako "Město královny".

## Historie
V letech 1792 až 1812 nesla obec název Bourg-l'Égalité (v překlad čtvrť rovnosti). 